# Lazar Lemić
Lazar Lemić (20 settembre 1937 – 16 febbraio 2014) è stato un calciatore jugoslavo, di ruolo centrocampista.

## Palmarès

### Club
- Coppa dei Balcani per club: 1

Fenerbahçe: 1967